# Bruno Musarò
Bruno Musarò (né le 27 juin 1948) est un prélat italien de l'Église catholique qui a travaillé au service diplomatique du Saint-Siège de 1977 à 2023, avec le rang d'archevêque et de nonce apostolique à partir de 1994. 

## Biographie
Né à Andrano le 27 juin 1948, Bruno Nusarò est ordonné prêtre le 19 septembre 1971. Il entre au service diplomatique du Saint-Siège en 1977 et sert en Corée du Sud (en), en Italie (en), en République centrafricaine, au Panama (en), au Bangladesh (en) et en Espagne.

## Carrière diplomatique
Le 3 décembre 1994, le pape Jean-Paul II le nomme nonce apostolique au Panama (en) et archevêque titulaire d'Abari. Il reçoit la consécration épiscopale le 6 janvier 1995. Le 25 septembre 1999, Jean-Paul le nomme nonce apostolique à Madagascar (en), aux Seychelles (en) et à Maurice (en) et délégué apostolique aux Comores (en) et à la Réunion Le 10 février 2004, il est nommé nonce au Guatemala (en). Le 5 janvier 2009, Benoît XVI le nomme nonce apostolique au Pérou (en) et le 6 août 2011 nonce apostolique à Cuba (en).
En septembre 2014, Musaro parle ouvertement de « l'extrême pauvreté et de la dégradation humaine et civile » de Cuba. Musaro fait ses remarques alors qu'il est en vacances en Italie. Le peuple cubain est « victime d'une dictature socialiste qui l'a maintenu assujetti au cours des 56 dernières années », déclare Musaro. "Je suis reconnaissant au pape de m'avoir invité sur cette île et j'espère repartir une fois que le régime socialiste aura disparu pour une durée indéterminée.... Seule la liberté peut apporter l'espoir au peuple cubain.".
Le 2 février 2015, il est nommé nonce apostolique en Égypte et délégué auprès de la Ligue arabe (en).
Le 29 août 2019, le pape François le nomme nonce apostolique au Costa Rica (en).
Le 11 juillet 2023, le pape François accepte sa démission après avoir atteint l'âge de 75 ans